# Movimento Esquerda Socialista
O Movimento Esquerda Socialista (MES) é uma organização política brasileira de extrema-esquerda e uma das tendências fundadoras do Partido Socialismo e Liberdade (PSOL). Suas principais ideologias são marxismo, trotskismo e morenismo. É dirigida por Luciana Genro, deputada estadual do Rio Grande do Sul, e por Roberto Robaina, vereador de Porto Alegre e presidente estadual do PSOL.
O grupo foi criado em 1999 a partir de uma cisão na Corrente Socialista dos Trabalhadores (CST), então tendência do Partido dos Trabalhadores (PT). Essa separação foi motivada por uma polarização que dividiu a CST em dois grupos internos: a CST-Maioria, com forte presença no Rio Grande do Sul, e a CST-Minoria, de grande expressão no Pará. Os integrantes da Maioria deixaram a CST para a criação do MES, uma tendência do PT alinhada com o morenismo. Em 2003, o grupo desligou-se do PT após a expulsão de Luciana Genro e de outros petistas que faziam oposição à reforma da previdência proposta pelo partido. Ao longo de 2004, o MES, a CST e organizações menores decidiram pela fundação do PSOL e pela composição de seu primeiro programa, estatuto, diretório e executiva nacional.
Atualmente, o MES mantém o periódico Revista Movimento e impulsiona diversos movimentos de esquerda; a saber, o coletivo de juventude e estudantil "Juntos!", o coletivo feminista "Juntas!" e o grupo sindical "Trabalhadoras e Trabalhadores na Luta Socialista" (TLS). Além disso, é integrante da Quarta Internacional, que agrega organizações trotskistas.